# Cara de pòquer

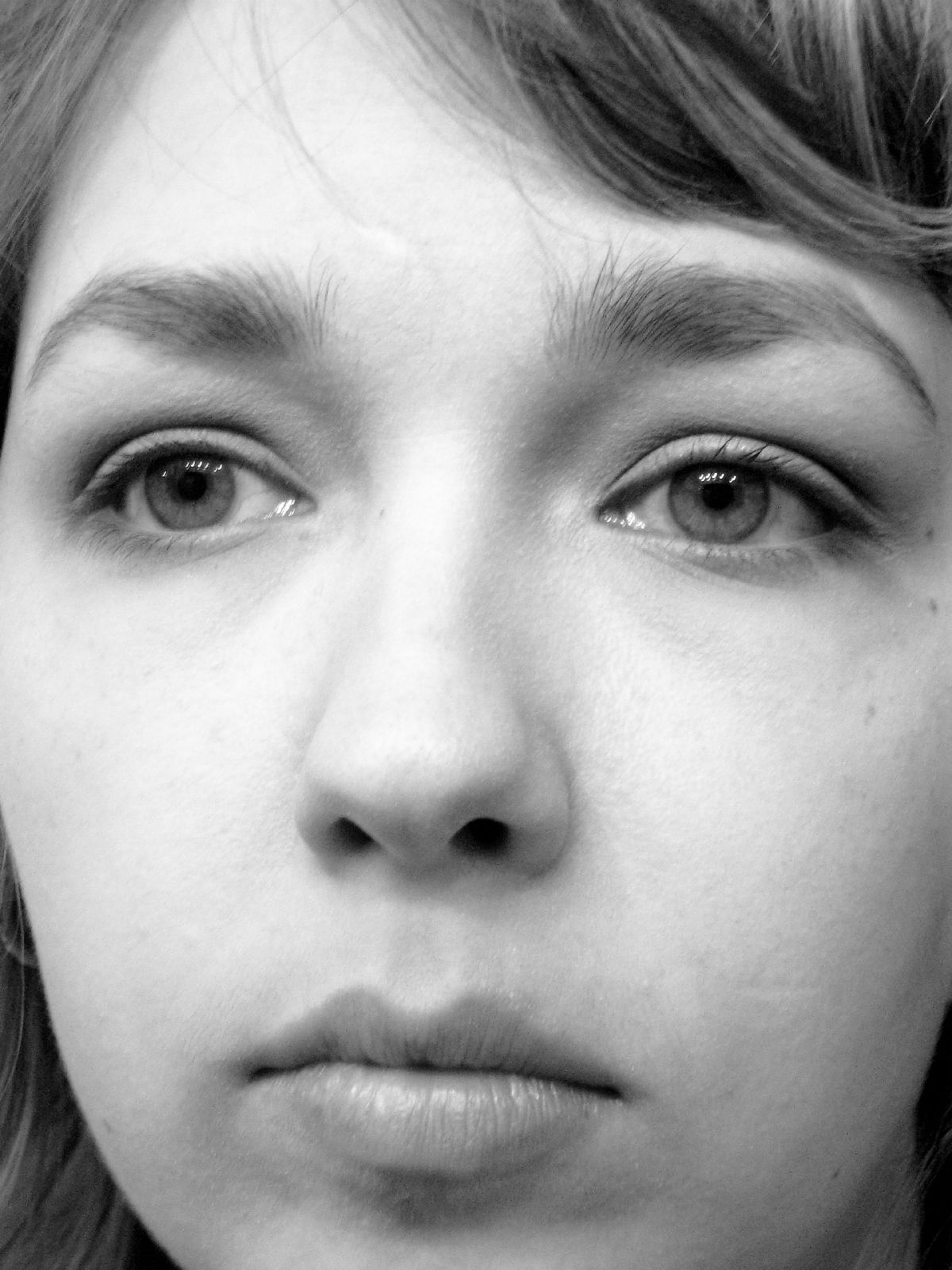
Una dona amb una expressió neutra

Una cara de pòquer o expressió en blanc, és una expressió facial caracteritzada per un posicionament neutre dels trets facials, que implica una manca d'emoció. Pot ser causada per una manca d'emoció, depressió, avorriment o una lleu confusió, com ara quan un oient no entén el que s'ha dit.
Una altra possible causa d'una expressió en blanc és una lesió cerebral traumàtica com una commoció cerebral. Una expressió en blanc o embadalida després de rebre un cop al cap pot ser indicativa d'una commoció cerebral.
Els trastorns psiquiàtrics com l'esquizofrènia, paràlisi facial i trastorn per estrès posttraumàtic també poden provocar una expressió en blanc.
El terme "cara de pòquer" es descriu com una expressió en blanc induïda deliberadament destinada a ocultar les emocions d'una persona, fent referència a la pràctica habitual de mantenir la compostura quan es juga al pòquer de cartes. Aquest terme prové del llenguatge particular que s'utilitza al pòquer, i no només tracta de l'expressió facial d'un jugador, sinó també d'altres moviments estranys del seu cos i/o cartes que podrien donar una pista del que sent, com ara tancar els punys, moure una cama o reposicionar-se constantment.
La primera publicació registrada del terme "cara de pòquer" en anglès és del llibre Cavendish de 1875. Round games at cards, que diu "Així es dedueix que la possessió d'una bona cara de pòquer és un avantatge. Ningú que tingui cap pretensió de bon joc trairà el valor de la seva mà per gestos, canvis de rostre o cap altre símptoma."
El terme "cara de pòquer" va ser utilitzat fora del joc de pòquer pels escriptors esportius nord-americans a la dècada de 1920 per descriure un competidor que no semblava afectat per situacions estressants (una habilitat important quan es juga al pòquer per diners, per evitar donar a l'oponent cap avantatge sobre el joc). S'utilitza de manera similar amb referència als venedors durant les negociacions comercials.